# 金敏璟
金敏璟（韓語：김민경，1981年9月11日—）是一位韩国喜劇演員、演員和YouTuber。

## 生平
金敏京於1981年9月11日出生於慶尚北道青島。畢業於大邱啟明文化大學後，於2001年移居首爾，並成為張潤鉉領導的劇團「喜劇市場」的一員，開始在舞台上演出。之後的7年中，她挑戰了各地的喜劇演員公開招聘試圖入選。在獲得資格之前，她曾參與KBS的多個公開喜劇節目，如「笑話獵人」和「爆笑俱樂部」。7年後的2008年，她成功通過KBS第23期公開招聘喜劇演員的試圖，正式以喜劇演員身份出道。目前活躍於喜劇電視節目《好吃的傢伙們》中，並擁有「敏京將軍」、「飯飯妖精」、「訂單妖精」等綽號。
在2014年播出的「1對100」節目中，金敏京透露自己是單身（指未曾交往過）的事實。當天金敏京說道：「雖然單戀過很多次，但卻沒有勇氣。所以我想我是因為缺乏勇氣，所以才一直是單身吧。」後來在2020年播出的「無所不知觀世音」節目中，她再次透露自己至今沒有戀愛經歷。「等我有了餘裕的時候，也許會想嘗試談戀愛，但這並不是馬上就能做到的事情。可能是時機未到，所以我還沒有。」她這樣說道。
在2015年KBS演藝大賞中，金敏京獲得了喜劇類女性最優秀獎時，她流淚表示：「我想成為能夠讓觀眾笑口常開的喜劇演員，而不是只在搜尋中出現的喜劇演員。」
自2018年開始，金敏京在自己的YouTube頻道「敏京窗」上介紹美食店和美食。她也介紹了大邱的美食店。此外，她還與李秀智一起在Olive頻道上介紹了大邱的烤肉店。

## 获奖和提名
| 年分 | 獎項                   | 類別                 | 節目         | 結果 |
| ---- | ---------------------- | -------------------- | ------------ | ---- |
| 2013 | KBS演藝大獎            | 喜劇部門女子優秀獎   | 搞笑演唱會   | 獲獎 |
| 2015 | KBS演藝大獎            | 喜劇部門女子最優秀獎 | 搞笑演唱會   | 獲獎 |
| 2016 | 第10屆有線電視廣播大獎 | 美味明星獎           | 好吃的傢夥們 | 獲獎 |
| 2019 | 第55屆百想藝術大賞     | 電視部門女子綜藝獎   | 好吃的傢夥們 | 提名 |
| 2020 | 第56屆百想藝術大賞     | 電視部門女子綜藝獎   | 好吃的傢夥們 | 提名 |
| 2020 | 第5屆東亞網PICK大賞    | 我愛你人氣將軍獎     |              | 獲獎 |
| 2023 | SBS演藝大獎            | 百年俱樂部獎         | 射門明星     | 獲獎 |

## 外部連結
- 김민경的Instagram帳戶
- 김민경的X（前Twitter）
- ミンギョン将軍- YouTube （页面存档备份，存于）